# WebSiteStory
WebSiteStory este un film românesc din 2010 regizat de Dan Chișu. Rolurile principale au fost interpretate de actorii Crina Semciuc, Diana Gurscă, Oreste Alexandru Scarlat Teodorescu.

## Prezentare
„WebSiteStory” urmărește povestea Laurei, o tânără de 18 ani, a cărei viață se schimbă dramatic după o noapte petrecută într-un club cu prietena ei, Mira. Dimineața, Laura se trezește cu amintiri fragmentate și află că Mira a murit în circumstanțe misterioase.
Șocată și confuză, Laura începe să investigheze moartea prietenei sale, descoperind că ultima noapte a Mirei a fost documentată pe internet, prin intermediul postărilor pe YouTube. Aceasta devine o pistă importantă pentru Laura, care explorează lumea virtuală a prietenei sale, descoperind secrete întunecate și legături periculoase.
Pe măsură ce Laura se adâncește în investigație, ea descoperă că Mira era implicată într-o lume virtuală complexă, plină de secrete, minciuni și relații complicate. Întâlnirile cu diverse personaje din viața online a Mirei o conduc pe Laura la descoperiri șocante, dezvăluind o rețea de trădare și manipulare.
Laura devine din ce în ce mai hotărâtă să afle adevărul și să-i facă dreptate prietenei sale. Căutarea ei o conduce într-o călătorie periculoasă, în care se confruntă cu personaje dubioase și situații riscante. Răzbunarea devine motorul principal al acțiunilor sale, iar Laura este dispusă să meargă până la capăt pentru a descoperi cine este responsabil pentru moartea Mirei.
Filmul explorează teme precum:
* Lumea virtuală și impactul ei asupra vieții reale: „WebSiteStory” prezintă modul în care internetul poate crea o realitate paralelă, cu propriile sale reguli și pericole.
* Prietenia și trădarea: Relația dintre Laura și Mira este pusă sub semnul întrebării, iar descoperirile Laurei dezvăluie o rețea de minciuni și trădări.
* Căutarea identității și a adevărului: Laura este nevoită să-și confrunte propriile limite și să-și redefinească identitatea în timp ce caută adevărul despre moartea prietenei sale.
* Răzbunarea și consecințele ei: Dorința de răzbunare o conduce pe Laura într-o spirală periculoasă, iar acțiunile ei au consecințe neașteptate.
„WebSiteStory” este un thriller psihologic intens, care te ține cu sufletul la gură până la final, oferind o perspectivă critică asupra influenței internetului în societatea contemporană.

## Distribuție
Distribuția filmului este alcătuită din:
- Diana Gurscă — Mira
- Cosmin Nedelcu — Micuțul
- Radu Isac — Radu
- Claudiu Teohari — Stand up comedian 1
- Teodora Stanciu — Vali
- Constantin Bojog — Juni
- Tudor Constantin — Sandy
- Viorel Dragu — Stand up comedian 2
- Radu Iustinian — Șofer taxi
- Șerban Ionescu — Ionescu
- Oreste Scarlat Teodorescu — Ficat
- Lia Bugnar — Mama Laurei
- Rosana Oprea — Sanda
- Florin Piersic jr — Traficant de arme
- Martin Stanciu — Albanezu
- Crina Semciuc — Laura
- Dragoș Bucur — Vânzător la non-stop

## Primire
Filmul a fost vizionat de 8.399 de spectatori în cinematografele din România, după cum atestă o situație a numărului de spectatori înregistrat de filmele românești de la data premierei și până la data de 31 decembrie 2014 alcătuită de Centrul Național al Cinematografiei.